# Laguna Camatindi

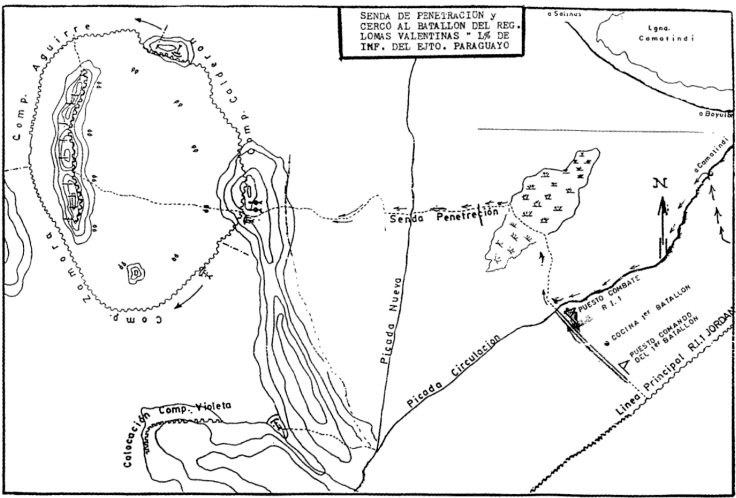
Mapa de la batalla de laguna Camatindi durante la Guerra del Chaco en 1935.

La laguna Camatindi es una laguna del sureste de Bolivia, ubicado en la región del Chaco boliviano. Administrativamente se encuentra en el municipio de Boyuibe de la provincia Cordillera en el departamento de Santa Cruz, en la parte sur del país. La laguna se encuentra a 801 metros sobre el nivel del mar y cubre una superficie de 0,46 km², con unas dimensiones de 0,8 km de norte a sur y 0,9 km de este a oeste.
Se encuentra al costado oriental de la Ruta 36, que va desde Abapó hasta la localidad de Boyuibe, esta última a 12 km al sur de la laguna.
La laguna y sus alrededores fueron escenario de la Batalla de laguna Camatindi, efectuada entre el 8 al 13 de marzo de 1935 durante la Guerra del Chaco que enfrentó a Bolivia y Paraguay.